# 김무규 (성우)
김무규(1958년 1월 14일 ~ )는 대한민국의 성우이다. 1981년 EBS에 입사했으며, 현재는 EBS 3기이다. 교육방송 성우극회 소속.

## 주요 출연작품

### 애니메이션
- 그리스 로마 신화 전설의 수호자들 (EBS) - 키론
- 꼬마돼지 피글리의 모험 (EBS) - 돈 토로
- 꼬마유령 사총사 (EBS) - 요리사 조상
- 날아라! 특공대 (EBS)
- 신밧드의 모험 (EBS)
- 니코의 세상 (EBS) - 레오 / 농부
- 당근소년 헨리 (EBS) - 아빠
- 래피치와 요술장화 (EBS) - 브루스터
- 리틀 프린세스 (EBS) - 총리
- 엔진박사 엔지벤지 (EBS) - 웅얼이 아저씨
- 마이너리그 (EBS) - 슐리치 / 머드플랩
- 몬스터 (투니버스) - 신문기자
- 미운오리 새끼 페오 (EBS) - 식스토
- 샐러리맨 딜버트 (EBS) - 인턴 아소크
- 세계명작동화 (EBS) - '아나스타샤'편 / '포카혼타스'편 / '구두장이 한스와 요정 친구들'편 / '노아의 방주'편 / '수링의 전설'편 심부름꾼 / '걸리버 여행기'편 / '왕자와 거지'편 왕관, 사과장수, 왕초
- 슈퍼와이 (EBS) - 임금님
- 아이들이 사는 성 (EBS) - '네 잘못이 아니야'편 아저씨2
- 아빠비버의 옛날 이야기 (EBS)
- 악동클럽 (EBS) - 티토
- 엔진박사 엔지벤지 (EBS) - 웅얼이 아저씨
- 오토기조시 (애니맥스) - 쓰치구모 / 왕 / 우대신
- 올란도 영웅전 (EBS) - 술탄
- 요절복통 탈리스의 모험 (EBS) - 잭슨
- 우리는 곰돌이 가족 (EBS) - 할아버지
- 유령성의 오싹오싹 이야기 (EBS) - 유진
- 정글 북 (EBS) - 발루
- 칙칙폭폭 처깅턴 (EBS) - 뿌뿌
- 코끼리왕 바바 (EBS) - 독수리
- 플랜더스의 개 (EBS) - 아로아 아빠

### 극장용 애니메이션
- 랭고 - 파피
- 터보

### 영화
- 슈퍼맨3 (SBS)
- 빨간 머리 앤(영어판) (EBS) - 파웰 박사 (더글라스 켐벨)
- 원시소년 바타의 모험 (EBS)
- 마법사, 롬바르도 (EBS) - 무니 (올레 트레스룹)
- 칼라의 소망 (EBS)
- 사랑의 마을 에버우드 (EBS) - 대니얼
- 시끌벅적 마을의 아이들 - 여름 그리고 가을 (EBS) - 스낼
- 시끌벅적 마을의 아이들 - 겨울 그리고 봄 (EBS) - 스낼
- 삼국지 극장판 (CHING) - 장보
- 라스무스와 방랑자 (EBS) - 레앙드르 (호칸 세르너)

### 외화
- 팔콘과 윈터 솔져 - 아사야(칼 럼블리)

### 게임
- 천년의 신화